# Nanarland
Nanarland.com, sous-titré « Le site des mauvais films sympathiques », est un site web consacré au cinéma et créé en 2001. Spécialisé dans l'étude des nanars, il est animé par une équipe bénévole de cinéphiles francophones.

## Le site

### Histoire
Le site web Nanarland.com a été créé par des étudiants grenoblois qui étaient « à la recherche de films nazes devant lesquels se marrer » sur Internet. Ne trouvant pas leur bonheur, ils fondèrent Nanarland. Ils ont depuis été rejoints par d'autres passionnés rencontrés grâce au site et à son forum, qui ont largement contribué à insuffler au Nanarland des débuts un sous-texte très cinéphile.

### Les chroniques
Le site propose notamment plus de 900 chroniques de films illustrées et regroupées par genres, plus de 150 notices biographiques, des dizaines d'interviews de personnalités ayant participé à ces films (acteurs, réalisateurs, producteurs, techniciens), un glossaire et un blog. On y trouve également de courts extraits vidéo de films, dont certains sont devenus des mèmes internet.
Une chronique écrite sur Nanarland se présente comme le compte-rendu d'un film visionné et décortiqué sur ses erreurs techniques, son scénario, le jeu de ses acteurs et actrices, et s'attachant à illustrer et analyser le décalage ressenti entre les ambitions du réalisateur et le résultat à l'écran. Le tout accompagné d'images et de gifs animés pour comprendre les moments marquants (ou hilarants).

### Publication de livres
En octobre 2015, l'équipe de Nanarland a sorti un premier ouvrage intitulé Nanarland - Le livre des mauvais films sympathiques - Épisode 1, paru chez Ankama Éditions sur le Label 619. Il a été écrit collectivement par tous les principaux rédacteurs du site : Régis "John Nada" Autran, Pascalou "Kobal" Belleguic, Régis "Labroche" Brochier, Benjamin "Zord" d'Alguerre, Fabien "Wallflowers" Gardon, Julien "Barracuda" Gautier, Fabrice "Le Rôdeur" Mathoux, Richard "Rico" Tribouilloy et François "Drexl" Cau, sous la coordination de ce dernier.
En octobre 2016 est paru chez le même éditeur un second ouvrage, intitulé Nanarland - Le livre des mauvais films sympathiques - Tome 2, Electric Boogaloo,[source insuffisante]. Il a été écrit par la même équipe et complète le précédent volume, les deux livres ayant dès le départ été pensés comme un diptyque.

### Édition de films en vidéo
Après une dizaine d'années d'existence, la notoriété de Nanarland grandissant, le collectif souhaite contribuer de façon encore plus concrète à sauvegarder et à faire découvrir certains de leurs films préférés – souvent méconnus, difficilement trouvables, sortis uniquement en VHS dans des copies très médiocres, voire complètement inédits. Pour ce faire, l'équipe de Nanarland décide alors de se lancer dans l'édition DVD puis Blu-ray, avec la création d'une collection titrée Les improbables de Nanarland.
Le collectif se lance d'abord dans l'exhumation du film Devil Story en 2011, sous le label Sheep Tapes fondé pour l'occasion par l'un des membres, Martin Gamarra. En termes de travail éditorial, tous les bonus présents sur l'édition DVD sont réalisés par l'équipe de Nanarland, avec comme objectif d'apporter une grille de lecture à la fois ludique et pertinente de l'oeuvre, en donnant notamment la parole au réalisateur et à l'actrice principale de Devil Story. Cette édition, aujourd'hui épuisée, a permis de mettre en lumière un film méconnu et de susciter l'intérêt d'éditeurs étrangers. Ainsi, Devil Story est ressorti en Blu-ray en 2021, avec un nouveau master en 4K scanné à partir du négatif original, chez les éditeurs Pulse Vidéo en France et Vinegar Syndrome aux États-Unis, avec la collaboration de Nanarland.
En 2013, Nanarland s'associe cette fois avec l'éditeur Artus Films pour sortir un coffret DVD contenant les films Clash of the Ninjas, Ninja In Action et Ninja: American Warrior.
Nanarland s'associe ensuite avec l'éditeur Pulse Vidéo. En septembre 2023 sort ainsi un coffret Blu-ray consacré au cinéaste camerounais Alphonse Béni et proposant notamment les films Black Ninja et Cameroun Connection. En février 2024, Nanarland et Pulse Vidéo sortent en Blu-ray le film espagnol Kárate contra mafia, de Ramón Saldías.

## La Nuit Nanarland
La Nuit Nanarland, précédemment appelée Nuit excentrique, est un événement organisé tous les ans par Nanarland.
Nanarland organise également des projections de films dans différentes villes de France (Grenoble, Caen, Ajaccio, Limoges) ou de Belgique (Liège) et participe ponctuellement à des événements (Nuit Hallucinée à Lyon, Festival Groland à Toulouse, Festival Aucard de Tours, HeroFestival à Grenoble, Festival Masqu'Alors! au Québec etc.).

## Collaborations

### La Cinémathèque française
En février 2005, à l'occasion de son déménagement depuis le site du Palais de Chaillot vers son emplacement actuel à Bercy, la Cinémathèque française a invité Nanarland à organiser avec elle une nuit de cinéma festive pour marquer l'événement. Baptisée La Nuit Excentrique, cette opération initialement prévue comme un événement unique est depuis rééditée avec succès chaque année.
En 2015, pour sa 11e édition, La Nuit Excentrique est devenue une « nuit excentrée » puisqu'elle a eu lieu dans la salle du Grand Rex, cette dernière proposant un nombre de places plus important.
En 2016, le partenariat avec la Cinémathèque française a pris fin et, pour des questions de droits, l'événement est devenu La Nuit Nanarland. Il s'est tenu au Grand Rex et a réuni plus de 1 700 spectateurs. Une Nuit Nanarland 2 a eu lieu le 23 septembre 2017,, et une Nuit Nanarland 3 le 22 septembre 2018. Depuis cette édition, l'événement se déroule à guichets fermés (2 700 spectateurs).

### AlloCiné
Entre 2010 et 2013, Nanarland a eu sa propre émission, Escale à Nanarland, diffusée sur le site AlloCiné et qui compte 90 épisodes de 7 minutes environ.

### Arte
En 2017, Nanarland collabore avec la chaîne de télévision Arte, en réalisant une série documentaire consacrée aux nanars et intitulée Nanaroscope ! Produite par Nanarland et TSVP, Nanaroscope ! est composée de 2 × 10 épisodes, d'environ 7 à 8 min chacun, qui donnent la parole à ceux qui ont fait ou participé à certains films si ratés qu'ils en sont devenus cultes.

### Podcast
Entre 2017 et 2018, le collectif Nanarland collabore avec le label Riviera Ferraille d'Henry Michel, produisant un podcast consacré aux nanars, nommé Nanarland : le podcast. Le podcast se poursuit ensuite de manière indépendante.